# Twierdzenie Lefschetza o punkcie stałym
W matematyce, dokładniej w topologii algebraicznej, twierdzenie Lefschetza o punkcie stałym to twierdzenie dające kryterium, dzięki któremu można stwierdzić, czy odwzorowanie z realizacji geometrycznej zwartego (tj. skończonego) kompleksu symplicjlanego w siebie ma punkt stały.

## Treść twierdzenia
Niech {\displaystyle K} będzie skończonym kompleksem symplicjalnym, {\displaystyle |K|} jego realizacją geometryczną, {\displaystyle f\colon |K|\to |K|} odwzorowaniem ciągłym, a {\displaystyle \lambda (f)} liczbą Lefschetza odwzorowania {\displaystyle f.} Wówczas jeżeli {\displaystyle \lambda (f)\neq 0,} to odwzorowanie {\displaystyle f} ma punkt stały.

## Zastosowania
Jeżeli przestrzeń {\displaystyle |K|} jest ściągalna (w szczególności, gdy jest sympleksem), to liczba Lefschetza dowolnego odwzorowania ciągłego {\displaystyle f\colon |K|\to |K|} jest równa 1, a więc każde takie odwzorowanie ma punkt stały. Czyli z twierdzenia Lefschetza wynika twierdzenie Brouwera o punkcie stałym.